# 1347

## Събития
Смята се за началото на епидемията от чума, отнела живота на около половината от населението на Европа

## Починали
- 10 април – Уилям Окам, английски философ